# Beaucarnea compacta
Beaucarnea compacta är en sparrisväxtart som beskrevs av L.Hern. och Zamudio. Beaucarnea compacta ingår i släktet Beaucarnea och familjen sparrisväxter. Inga underarter finns listade i Catalogue of Life.